# Cadafalso (arquitetura)

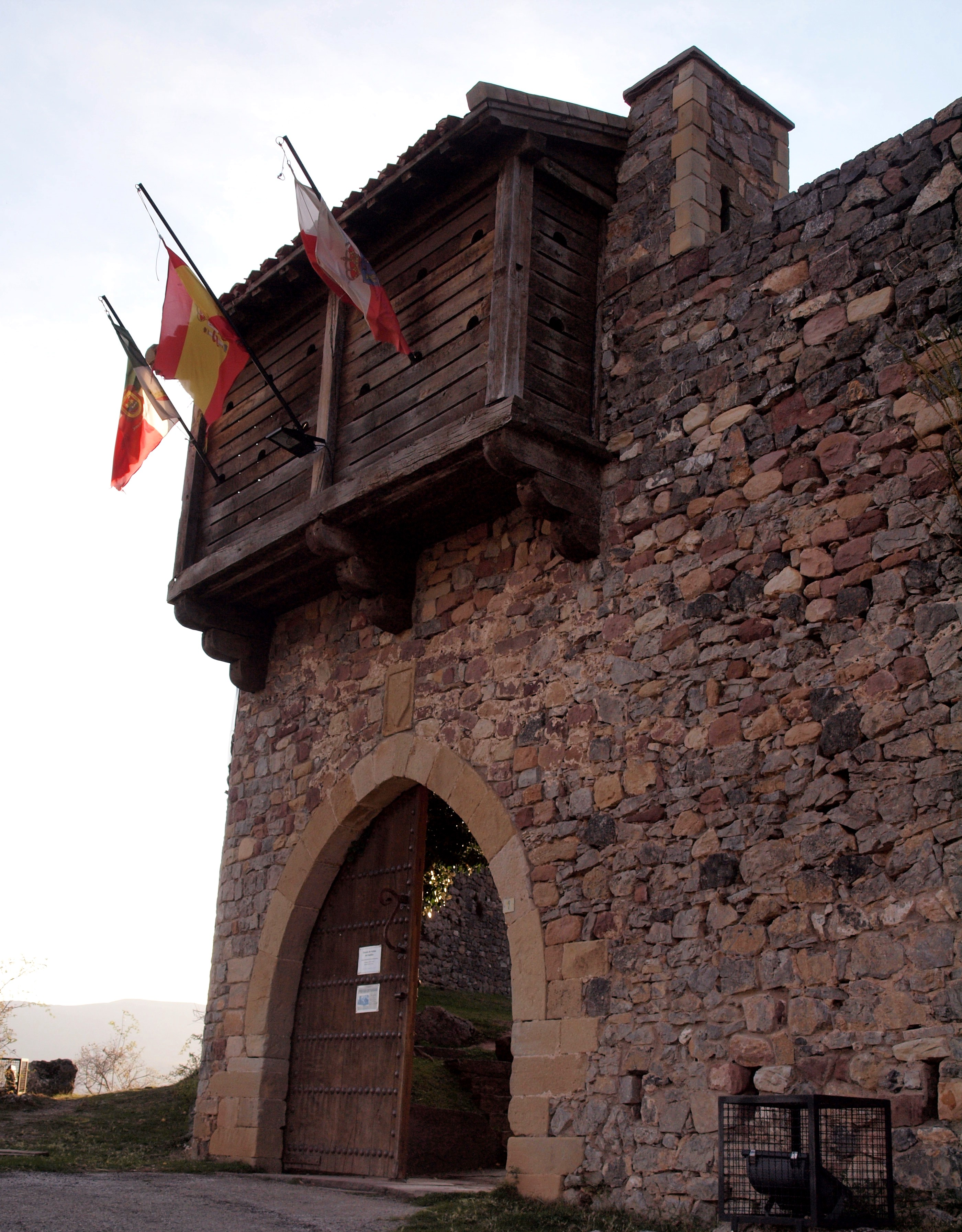
Reprodução de um cadafalso no Castelo de Argüeso, Cantabria, Espanha.

Um cadafalso em arquitetura militar, é uma estrutura provisória de madeira, construída nas torres e muralhas dos castelos medievais, em momentos de assédio inimigo, sobre vigas de suporte, formando um balcão ou varandim saliente, coberto e protegido, que podia ser desmontado em tempo de paz. Podiam ser providos de aberturas no chão entre as vigas, através dos quais se podia observar os atacantes que se encontravam na base da muralha defensiva, e lançar diversos materiais, como pedras ou setas.